# Avenida Eldorado (estación)
La estación sencilla Avenida Eldorado, hace parte del sistema de transporte masivo de Bogotá llamado TransMilenio inaugurado en el año 2000.

## Ubicación
La estación está ubicada en el sector del centro-norte de la ciudad, más específicamente sobre la avenida Avenida Norte-Quito-Sur entre calles 39A y 41. Se accede a ella a través de un puente peatonal ubicado sobre la Carrera 32B.
Atiende la demanda de los barrios Acevedo Tejada, Las Américas y sus alrededores.
En las cercanías están una estación de servicio Texaco, Los estudios del Canal Trece, el Parque Acevedo Tejada, el Colegio Manuela Beltrán y el Parkway (vía verde de alta densidad comercial y cultural).

## Origen del nombre
La estación recibe su nombre de la cercana Avenida Eldorado, ubicada hacia el sur.

## Historia
En el año 2005, al ser puesta en funcionamiento la segunda troncal de la fase 2 del sistema, la troncal NQS, fue puesta en funcionamiento esta estación.
Durante el Paro nacional de 2019, la estación sufrió diversos ataques que afectaron de forma considerable las puertas de vidrio y demás infraestructura de la estación, razón por la cual no estuvo operativa por algunos días luego de lo ocurrido.

## Servicios de la estación

### Servicios troncales
| Tipo                                        | Rutas al Norte | Rutas al Sur | Rutas al Occidente |
| ------------------------------------------- | -------------- | ------------ | ------------------ |
| Ruta fácil                                  | 4              | 4            |                    |
| Expresos todos los días todo el día         | B12 D22E32     | G12 G22      | F32                |
| Expresos lunes a sábado todo el día         | B16            |              | K16                |
| Expresos lunes a viernes todo el día        | C17            | H17          |                    |
| Expresos sábados de 4:00 a. m. a 3:00 p. m. | C17            | H17          |                    |

### Esquema
| ← Norte    |           |           |
| Carrera 33 | C17D22E32 | 4B12B16   |
| Puente     | Vagón 2   | Vagón 1   |
| Carrera 33 | 4G12G22   | F32H17K16 |
| Sur →      |           |           |

### Servicios urbanos
Así mismo funcionan las siguientes rutas urbanas del SITP en los costados externos a la estación, circulando por los carriles de tráfico mixto sobre la Avenida NQS, con posibilidad de trasbordo usando la tarjeta TuLlave:
| Código | Sector                  | Dirección        | Rutas                                                     |
| ------ | ----------------------- | ---------------- | --------------------------------------------------------- |
| 125A00 | A Estación Av. Eldorado | Av. NQS - CL 40A | A319A605A332A708B608B631 91 166 191 599 SE14 T11 T26 T163 |

## Ubicación geográfica
| Noroeste: Teusaquillo                            | Norte: E Universidad Nacional | Nordeste: Teusaquillo |
| Oeste: K Ciudad Universitaria- Lotería de Bogotá |                               | Este: A Calle 26      |
| Suroeste: Teusaquillo                            | Sur: E CAD                    | Sureste: Teusaquillo  |